# العلاقات السريلانكية الكيريباتية
العلاقات السريلانكية الكيريباتية هي العلاقات الثنائية التي تجمع بين سريلانكا وكيريباتي.

## مقارنة بين البلدين
هذه مقارنة عامة ومرجعية للدولتين:
| وجه المقارنة                                              | سريلانكا                         | كيريباتي                        |
| --------------------------------------------------------- | -------------------------------- | ------------------------------- |
| المساحة (كم2)                                             | 65.61 ألف                        | 811                             |
| عدد السكان (نسمة)                                         | 21.44 مليون                      | 116.40 ألف                      |
| الكثافة السكانية (ن./كم²)                                 | 326.78                           | 14.35 ألف                       |
| العاصمة                                                   | سري جاياواردنابورا كوتي، كولمبو  | جنوب تاراوا                     |
| اللغة الرسمية                                             | اللغة السنهالية، اللغة التاميلية | لغة إنجليزية، اللغة الكيريباتية |
| العملة                                                    | روبية سريلانكي                   | دولار كريباتي، دولار أسترالي    |
| الناتج المحلي الإجمالي (بليون دولار)                      | 87.17 مليار                      | 196.15 مليون                    |
| الناتج المحلي الإجمالي (تعادل القوة الشرائية) بليون دولار | 246.62 مليار                     | 224.26 مليون                    |
| الناتج المحلي الإجمالي الاسمي للفرد دولار أمريكي          | 3.93 ألف                         | 1.42 ألف                        |
| الناتج المحلي الإجمالي للفرد دولار أمريكي                 | 11.11 ألف                        | 1.81 ألف                        |
| مؤشر التنمية البشرية                                      | 0.757                            | 0.590                           |
| رمز المكالمات الدولي                                      | +94                              | +686                            |
| رمز الإنترنت                                              | .lk،                             | .ki                             |
| المنطقة الزمنية                                           | ت ع م+05:30                      |                                 |

## منظمات دولية مشتركة
يشترك البلدان في عضوية مجموعة من المنظمات الدولية، منها:
| علم المنظمة | اسم المنظمة                   | تاريخ انضمام سريلانكا | تاريخ انضمام كيريباتي |
| ----------- | ----------------------------- | --------------------- | --------------------- |
|             | بنك التنمية الآسيوي           | 1966                  | 1974                  |
|             | مؤسسة التنمية الدولية         | 27 يونيو 1961         | 2 أكتوبر 1986         |
|             | يونسكو                        | 14 نوفمبر 1949        | 24 أكتوبر 1989        |
|             | الأمم المتحدة                 | 14 ديسمبر 1955        | 14 سبتمبر 1999        |
|             | دول الكومنولث                 | 1948                  | ?                     |
|             | الاتحاد البريدي العالمي       | ?                     | ?                     |
|             | البنك الدولي للإنشاء والتعمير | 29 أغسطس 1950         | 29 سبتمبر 1986        |
|             | الاتحاد الدولي للاتصالات      | 1897                  | 3 نوفمبر 1986         |
|             | منظمة حظر الأسلحة الكيميائية  | ?                     | ?                     |
|             | مؤسسة التمويل الدولية         | 20 يوليو 1956         | 2 أكتوبر 1986         |

## وصلات خارجية
- موقع وزارة الخارجية السريلانكية